# .fi
.fi е интернет домейн от първо ниво за Финландия. Администрира се от FICORA, Финдландски комуникационен регулаторен орган. Представен е през 1986 г.